# Божо Прелевић
Божо Прелевић (Београд, 26. август 1959) српски је адвокат и бивши политичар. Прелевић је вршио функцију министра унутрашњих послова Републике Србије од 24. октобра 2000. до 25. јануара 2001. године у прелазној Влади Миломира Минића.

## Биографија

### Детињство, младост и образовање
Божо Прелевић је рођен 26. августа 1959. године у Београду, у тадашњој СР Србији, те ФНР Југославији. Отац Видак је био војно лице, а мајка Стана комерцијалиста. Потиче из племена Кучи у Црној Гори, а његов деда по коме је добио име звао се Божо. Прадеда Иван му је био учесник Руско-јапанског рата борећи се на страни Руске Империје.
Похађао је Трећу београдску гимназију, док је 1986. године дипломирао на Правном факултету Универзитета у Београду.

### Пословна каријера
Започео је пословну каријеру као новинар на телевизији Студио Б, где је радио од 1979. до 1983. године.
Од 1989. године, запослен је у Петом општинском суду у Београду, док је од марта 1994. до 2000. године био судија у Петом општинском суду у Београду и судија у Општинском суду у Вучитрну од 1996. до 1997. године.  21. децембра 1999. године разрешен је дужности због активног чланства у Друштву судија Србије.
Дана 2. октобра 2000. године, након избора за председника Савезне Републике Југославије, покренуо је први кривични поступак против председника Слободана Милошевића.
2002. године постао је инструктор Европског савета за имплементацију конвенције људских права – обука судија и тужилаца.
2004. године био је председник Државне комисије за испитивање околности погибије војника у касарни „Топчидер“, коју је установио Врховни савет одбране Србије и Црне Горе. 

### Политичка каријера
Одмах после Петог октобра постао је један од тројице коминистара унутрашњих послова у прелазној Влади Миломира Минића, а ту функцију је вршио од 24. октобра 2000. до 25. јануара 2001. године. У следећој Влади Србије на чијем челу је био Зоран Ђинђић, Прелевић је био саветник министра унутрашњих послова, а био је задужен за међународну сарадњу и реформу тог министарства. Поднео је оставку на ту функцију 5. октобра 2002. године због неслагања са врхом полиције.
У октобру 2020. изабран је координатора Савета за безбедност Скупштине слободне Србије.